# Axe to Fall
Axe to Fall es el séptimo álbum de la banda de metalcore Converge. Fue lanzado el 20 de octubre de 2009 a través de Epitaph Records. Fue el álbum más exitoso comercialmente de la banda en el momento de su lanzamiento, alcanzando el número 74 en los Billboard 200, y fue generalmente bien recibido por la crítica, algunos de los cuales lo describieron como su trabajo más accesible. El álbum fue producido por el guitarrista Kurt Ballou y cuenta con ilustraciones del cantante Jacob Bannon. Axe to Fall es el álbum más colaborativo de Converge, con varios músicos invitados, incluidos los miembros de Cave In, Genghis Tron y Steve Von Till de Neurosis, que interpreta las voces principales en la pista tipo Tom Waits «Cruel Bloom».

## Escritura y grabación
| "Durante mucho tiempo, quisimos hacer un álbum con colaboraciones en el que pudiéramos incluir a personas con las que tengamos amistad o amigos y con quienes nos fusionemos musical y socialmente. Ahora, lo hicimos y es bastante sencillo. [Axe to Fall] no se siente como un gran disco de rock en el que salen los vocalistas invitados y se está lanzando un foco de atención sobre ellos. Es mucho más complicado que eso. Es mucho más refinado."—Entrevista con Jacob Bannon Spin |

Converge comenzó a escribir Axe to Fall en noviembre de 2008. Con Jacob Bannon, Kurt Ballou y Nate Newton viviendo a menos de media milla el uno del otro en Boston, y Ben Koller viviendo a un par de horas en Brooklyn, Converge podría practicar fácilmente durante semanas en un momento. Aunque la mayoría de las canciones se originaron en un riff de guitarra o bajo de Ballou o Newton, todos los miembros tuvieron la misma información en el proceso de escritura, y cada miembro propuso diferentes canciones. El vocalista Bannon escribió algunas canciones para Axe to Fall, pero fueron desechadas porque eran más lentas que el resto de las canciones y no se ajustaban a la energía del álbum.
Después de una breve gira en marzo de 2009 con Ceremony, Coliseum, Pulling Teeth, Rise and Fall, Converge entró en el estudio para comenzar a grabar en mayo de 2009. Durante esta breve gira, la banda debutó en directo algunas canciones nuevas y las imágenes se pudieron ver en línea. El álbum fue autoproducido por el guitarrista de Converge, Kurt Ballou, en su propio estudio, GodCity Studios ubicado en Massachusetts. Ballou ha producido y coproducido varios álbumes de Converge. A lo largo del proceso de grabación, la banda actualizaba a sus fanes a través de Twitter de su progreso en el estudio.

### Colaboración de invitados
Mientras creaban Axe to Fall, Converge intentó desafiarse creativamente como artistas. Ballou declaró que con cada nuevo álbum de Converge, "siempre [quieres] crear una nueva experiencia auditiva" y continuó con el concepto de "empujar [a sí mismos] hacia adelante y no repetir [a sí mismo]". El cantante Jacob Bannon declaró: "Apreciamos nuestros álbumes anteriores, pero estamos muy interesados en avanzar y desafiarnos musicalmente y expresarnos emocionalmente". Bannon ha declarado que sentía que la principal diferencia artística entre Axe to Fall y los álbumes anteriores era la gran cantidad de músicos invitados. Axe to Fall presenta a varios miembros de Cave In, Neurosis y Genghis Tron, entre otros. La mayoría de los músicos invitados ya tenían una relación existente con uno o más miembros de la banda antes de la grabación, o la banda se sentía "admirado de alguna manera". Converge había pensado anteriormente en la idea de crear un álbum colaborativo con muchos artistas durante varios años, pero la banda sintió que el "momento de ejecutarlo [nunca] había estado allí". Bannon ha declarado que trabajar con varios artistas diferentes fue difícil y algo a lo que la banda no estaba acostumbrada, sin embargo, el producto final fue "un álbum extremadamente enfocado".
Aunque el proceso de escritura no comenzó oficialmente hasta noviembre de 2008, el trabajo en algunas canciones de Axe to Fall comenzó de cuatro a cinco años antes. En 2004, Converge colaboró con Cave In y grabaron algunas canciones juntos. El material de estas sesiones, se llamó "Verge In", nunca se publicó y el proyecto se disolvió más tarde. Las partes instrumentales que Cave In contribuyó a «Effigy» fueron de las grabaciones originales de 2004. Converge tomó las partes que contribuyeron al proyecto para crear la base de lo que se convertiría en «Cruel Bloom» y «Wretched World». Mientras producía Board Up the House, Ballou le dio a Genghis Tron una mezcla aproximada de «Wretched World» para que contribuyeran con sus talentos. Según Ballou, Genghis Tron "lo embelleció y creó una estructura melódica completamente nueva, además de la canción, que nunca hubiéramos encontrado". Brad Fickeisen de The Red Chord también añadió su propia pista de batería a «Wretched World». Gran parte de la canción «Plagues» de No Heroes también se originó en las sesiones de Verge In. Con el lanzamiento de Axe to Fall, todo lo que Converge contribuyó a esas sesiones se ha publicado de alguna forma.

## Lanzamiento y promoción
En agosto de 2009, dos meses antes del lanzamiento de Axe to Fall, Converge lanzó la canción «Dark Horse» para que estuviera disponible en transmisión y como descarga gratuita. También se puede encontrar en la banda sonora de la película de terror Saw VI y esta como contenido descargable en Rock Band 2 a través de Rock Band Network. La canción se destacó por ser una de las pocas pistas que carecen de músicos invitados, y también recibió una reacción muy positiva de los críticos. La canción, «Axe to Fall», también estuvo disponible como descarga gratuita en septiembre de 2009. El álbum completo estuvo disponible en una transmisión una semana antes de la fecha del lanzamiento oficial en la página de MySpace de Converge. Axe to Fall se lanzó en los EE. UU a través de Epitaph Records el 20 de octubre de 2009, en formato digital y en CD. La edición en vinilo del álbum fue lanzada a través del propio sello discográfico independiente de Jacob Bannon, Deathwish Inc., poco después del lanzamiento de la versión en CD.

### Filtración en internet
El 4 de octubre de 2009, se filtró a Internet una copia digital de Axe to Fall con marca de agua. La marca de agua se vinculó a la copia que se entregó a Shaun Hand, un miembro del personal del sitio web de noticias y reseñas de música MetalSucks. La banda publicó una serie de mensajes en Twitter con respecto a la filtración, uno de los cuales decía: "Un agradecimiento especial a Shaun Hand de Metal Sucks por filtrar nuestro álbum", y otro mensaje fue publicado poco después dirigido a la cuenta de Twitter de MetalSucks, "diviértase con ese". La fuente de la filtración de un álbum rara vez se descubre o se anuncia públicamente. El método de Converge de lidiar con la filtración de su álbum, conocido como "justicia de la calle" por Every Time I Die y Jamey Jasta, evitó una costosa demanda y aun así causó daños a MetalSucks mediante publicidad viral negativa. El personal de MetalSucks emitió una disculpa formal, indicando que la filtración fue completamente involuntaria y el primer incidente desde el inicio del sitio web. Continuaron diciendo:
También estamos profundamente avergonzados y arrepentidos. Nunca traicionaríamos a sabiendas la confianza de ninguna banda o sello. Y si has estado siguiendo este sitio, sabes que somos grandes fanáticos de Converge y Axe to Fall. Que esto haya sucedido con una banda y un disco que tenemos en tan alta estima hace que todo sea especialmente molesto para nosotros. [...] Y por lo que vale la pena, nos gustaría volver a enfatizar que pensamos que Axe to Fall es un álbum excelente, y que vale la pena PAGAR POR el cuando se lance el 20 de octubre.

### Ilustraciones
Las ilustraciones para la portada y el cuaderno de notas de Axe to Fall fue diseñada y creada por Jacob Bannon. El folleto presenta una ilustración diferente para cada canción del álbum. Bannon intentó crear imágenes que "encapsulaban parte de la emoción de cada canción" en contraste con imágenes más literales, para evitar que un hacha cayera literalmente como la canción «Axe to Fall». También experimentó con una técnica en la que una sola imagen se repetiría dentro de un marco, pero las copias serían angustiadas o ligeramente diferentes. Esto se pudo ver en la portada, en la que se rompió una sola imagen del perfil de una mujer dentro de la repetición, y algunas de las copias mostraron los dientes de la mujer a través de su mejilla. Bannon declaró que para el arte de la portada, "solo quería tener algo que se sintiera atemporal y que en cierto modo personificara toda la gama emocional del disco, algo explosivo y poderoso, pero también algo que se sintiera poético y suave al mismo tiempo. Podría parecer violento y hermoso al mismo tiempo".

### Videoclip de «Axe to Fall»
Un video musical fue dirigido por Craig Murray para la canción del mismo nombre del álbum y se lanzó en octubre de 2009. El video muestra a un hombre y una mujer atados a una máquina, un televisor que da a luz a una criatura mecánica, mientras se ve varios clips perturbadores en medio. El video presenta una animación en movimiento influenciada por películas de terror y ha sido referido como "aterrador", "inductor de convulsiones", "incautante de ataques", "pesadilla", "insoportable" y "grave" por varias fuentes. Fue filmada en Ronda, España, con la intención de hacer "una película en la que vemos un ciclo. Este ciclo estudiará una idea de creación nueva sin placer y el arte de adormecer la progresión". Murray fue inspirado e influenciado por los artistas Chris Cunningham, Gaspar Noé, Nine Inch Nails y las películas Ringu, A Clockwork Orange y Hardware mientras grababan el video musical. El 7 de noviembre, el video «Axe to Fall» debutó en el programa de música de MTV2, Headbangers Ball.

### Gira
La primera gira de Converge en apoyo a Axe to Fall fue la gira de Metalocalypse a finales de 2009, patrocinada por Adult Swim. Junto a High on Fire, Converge tenía un espacio de apertura para los cotitulares, Mastodon y Dethklok. Axe to Fall fue lanzado a medio camino a través de la gira. La primera gira principal de Converge en apoyo al álbum tuvo lugar a partir de abril de 2010, con Coalesce, Harvey Milk, Gaza, Lewd Acts y Black Breath. La primera semana de la gira también contó con Thursday y Touché Amoré. Converge comenzó la etapa europea de su gira mundial en julio de 2010 con Kylesa, Gaza y Kvelertak. Para esta gira, la banda lanzó un sencillo de vinilo de edición limitada de 7 pulgadas llamado «On My Shield», que se grabó entre la gira de Estados Unidos y Europa.

## Estilo musical y temática
| "Cada vez que alguien escribe una canción, es una cosa menos que puedes hacer y aún ser original. No puedes venir y escribir el "Iron Man" de hoy. Ya se han tomado todos los riffs pesados que son tan simples. Entonces, tienes que encontrar nuevos riffs y, a medida que se tomen más, hay menos lugares para ir".—Entrevista a Kurt Ballou con Decibel |

Converge llevó su música en una dirección más progresiva con Axe to Fall. Kurt Ballou notó que el baterista Ben Koller había estado escuchando más rock progresivo en los últimos años, y que trató de complementar este sonido en la guitarra. Continuó diciendo que estaba obteniendo la "agresión punk más directa y cruda en un proyecto paralelo que aún no había sido nombrado por el. Así que eso me deja libre para ser extraño y progresivo con Converge". Ballou considera que los tres álbumes anteriores de la banda (Jane Doe, You Fail Me y No Heroes) son una trilogía en lo que respecta a su sonido, y esperaban ampliar sus límites musicales en Axe to Fall. Se ha observado que las canciones del álbum van desde un "zumbido y aporreo" a un sonido atmosférico. Jacob Bannon cree que este álbum "no trata de ser fuerte y cruel como sea posible". Sintiendo que 40-50 minutos de hardcore metálico puede ser difícil de escuchar para algunos, Converge usó pistas más suaves o "atascos lentos", como «Damages» y «Wretched World» para llevar al oyente "a otros lugares".
A diferencia de los lanzamientos anteriores de Converge, las canciones de Axe to Fall no tienen un tema lírico central y consistente en todo el disco. Cada canción estaba destinada a ser una "canción independiente" sobre la vida de Bannon entre este álbum y No Heroes. Bannon ha dicho que usa sus letras y Converge para "desahogarse de las cosas de una manera saludable, así que no soy una persona que camina con mucha energía negativa". La primera canción, «Dark Horse», fue escrita sobre el fallecimiento de un amigo cercano de Bannon, y sobre cómo murió mientras intentaba triunfar como un "underdog".

## Recepción

### Recepción de la crítica
Axe to Fall fue recibido con críticas positivas de los críticos. Metacritic, un sitio web de reseñas, calificó el álbum con 77 de 100, "generalmente favorable" basado en diez revisiones. Al citar una gama más amplia de estilos musicales en Axe to Fall, muchos revisores encontraron que el álbum es el álbum más accesible de Converge hasta la fecha. El álbum incluye canciones como la pista tipo "doomy [y] ruidosa" «Worms Will Feed/Rats Will Feast», la pista con "shoegazing empapado de sintetizadores" «Wretched World» y "Kerry King admirando los solos" en «Reap What You Sow». Además de canciones hardcore como «Effigy» y «Cutter». Andrew Parks, de Decibel, comentó sobre la amplia gama de sonidos del álbum, al afirmar que "encuentra el equilibrio perfecto entre el hardcore seco - pistas de trauma contundentes que sangran unas en otras y se ciernen alrededor de la marca de 1:40 - y opuses de post-metal que abarcan los impulsos experimentales de Converge". Juan Diniz, de Mammoth Press, notó que el álbum fluye realmente bien, afirmando que "cada canción complementa y equilibra la anterior y la posterior. Saltar pistas sería una tontería, ya que es un compendio de agresión, frustración, belleza y brutalidad", y que el álbum "exige ser tomado en su conjunto". Cosmo Lee de Pitchfork Media se refirió a Converge como el "Black Flag de esta generación", y comparó Axe to Fall con el segundo álbum de estudio de Black Flag, My War. Lee notó que Converge combinaba la abrasividad con "sludge abstractos más lentos", muy parecido a cómo Black Flag mezclaba "partes de Black Sabbath" en My War. Varios críticos compararon a Axe to Fall con el muy elogiado álbum de 2001 de Converge, Jane Doe.
Axe to Fall también recibió algunas críticas negativas. Jared W. Dillon de Sputnikmusic (que anteriormente le había dado a No Heroes un 4.5 de 5) le dio al álbum una puntuación de 2.5 de 5, citando su disgusto por la gran cantidad de músicos invitados. Dillon dijo que Converge "parece estar fuera de ideas, ya que reclutaron a un grupo de músicos asociados con la banda para completar varios puntos del disco" y pregunto retóricamente "¿por qué reemplazar a la banda en una parte decente de su nuevo disco con mucho menos músicos talentosos y menos interesantes?. También criticó la pista más larga y lenta del álbum, «Wretched World». En comparación con otras pistas similares publicadas anteriormente por la banda, («Grim Heart/Black Rose» de No Heroes y «Jane Doe» de Jane Doe), Dillon afirmó que la canción "nunca se basa en nada" y que "se corta aparentemente como debería haber empezado". Noel Gardner de Drowned in Sound también describe que las dos pistas de cierre de Axe to Fall fueron poco satisfactorias y sintió que "habría sido un mejor álbum si hubiese terminado en la pista 11". Jason Pettigrew de Alternative Press criticó tanto la letra como el sonido general de Axe to Fall por sonar demasiado familiar, "cuando podría haber sido más extraño" y que "en muchos aspectos, Converge tomó el camino más transitado por la mayoría con Axe to Fall".

### Listas y ventas
Axe to Fall debutó en el número 74 en el Billboard 200 con 7,400 copias vendidas, convirtiéndose en el álbum con más copias vendidas de Converge en los Estados Unidos en ese momento. Esa cifra fue superada por el disco de 2012, All We Love We Leave Behind. También se convirtió en el primer álbum de Converge en no aparecer en los Billboard Top Heatseekers, que se ubica entre los 50 mejores álbumes lanzados por bandas que nunca llegaron a alcanzar los 100 en los Billboard 200. Hasta el 4 de noviembre de 2009, el álbum había vendido 10,487 unidades. Axe to Fall también apareció en la revista Chart de Canadá, un gráfico semanal que recopila datos de varias estaciones de radio en los campus canadienses, y alcanzó el número 42 en su lista de álbumes "Top 50" y el número 1 en su tabla de "Metal/Punk".

## Lista de canciones
| N.º | Título                            | Duración |  |
| 1.  | «Dark Horse»                      | 2:54     |  |
| 2.  | «Reap What You Sow»               | 2:39     |  |
| 3.  | «Axe to Fall»                     | 1:41     |  |
| 4.  | «Effigy»                          | 1:42     |  |
| 5.  | «Worms Will Feed/Rats Will Feast» | 5:52     |  |
| 6.  | «Wishing Well»                    | 2:49     |  |
| 7.  | «Damages»                         | 4:26     |  |
| 8.  | «Losing Battle»                   | 1:46     |  |
| 9.  | «Dead Beat»                       | 2:36     |  |
| 10. | «Cutter»                          | 1:40     |  |
| 11. | «Slave Driver»                    | 2:48     |  |
| 12. | «Cruel Bloom»                     | 4:01     |  |
| 13. | «Wretched World»                  | 7:10     |  |

## Personal
El personal de Axe to Fall proveniente de las notas del CD.
| Converge - Jacob Bannon: voz, letras - Kurt Ballou: guitarra, voz, piano, glockenspiel, saxofón - Nate Newton: bajo, coros - Ben Koller: batería, percusión Producción y grabación - Kurt Ballou: productor, ingeniero, que se mezclado en GodCity Studios - Alex Garcia-Rivera: tecnología de batería - Fred Estby: grabación adicional - Josh Penner: grabación adicional - Aslak: grabación adicional - Jonathan Fuller: grabación adicional - Jeff Kane: grabación adicional - Steve Von Till: grabación adicional - Alan Douches: masterización en West West Side Studios Ilustraciones y diseño - Jacob Bannon: portada, diseño y ilustración | Músicos invitados - Sean Martin (ex-Hatebreed, Cage): guitarra líder, coros en "Reap What You Sow" - George Hirsch (Blacklisted): coros en "Axe to Fall" - Steve Brodsky (Cave In): guitarra líder en "Effigy" - Adam McGrath (Cave In): guitarras en "Effigy" - John-Robert Conners (Cave In, Doomriders): batería en "Effigy" y "Wretched World" - Uffe Cederlund (Disfear, ex-Entombed): guitarra líder, coros en "Wishing Well" - Tim "Trivikrama Dasa" Cohen (108): guitarra líder en "Damages" - John Pettibone (Undertow, Himsa): coros en "Cutter" - Steve Von Till (Neurosis): voz principal en "Cruel Bloom" - Aimee Argote (Des Ark): coros en "Cruel Bloom" - "The Rodeo": coros en "Cruel Bloom" - Chris Taylor (Pygmy Lush, ex-Pg. 99): coros en "Cruel Bloom" - Mookie Singerman (Genghis Tron): voz principal, teclado en "Wretched World" - Hamilton Jordan (Genghis Tron): guitarras en "Wretched World" - Michael Sochynsky (Genghis Tron): teclado en "Wretched World" - Brad Fickeisen (The Red Chord): batería en "Wretched World" |

## Posiciones
| Lista (2009)          | Posición más alta |
| --------------------- | ----------------- |
| Japanese Album Chart  | 106               |
| UK Albums Chart       | 196               |
| US Billboard 200      | 74                |
| US Hard Rock Albums   | 12                |
| US Independent Albums | 8                 |
| US Rock Albums        | 33                |